# Kuthandahalli, Mulbagal
Kuthandahalli là một làng thuộc tehsil Mulbagal, huyện Kolar, bang Karnataka, Ấn Độ.